# بانی ریت
بانی لین رِیت (به انگلیسی: Bonnie Lynn Raitt) (زاده ۸ نوامبر ۱۹۴۹) خواننده و آهنگساز آمریکایی است. موسیقی او ترکیبی از سبک‌های بلوز، کانتری، راک و موسیقی بومی است. ریت نخستین آلبوم خود را در سال ۱۹۷۱ منتشر کرد. او تاکنون ده بار برنده جایزه گرمی شده‌است. در سال ۲۰۰۸ مجلهٔ رولینگ استون رِیت را در جایگاه ۵۰ از فهرست ۱۰۰ خوانندهٔ برتر تاریخ خود قرار داد.
از فیلم‌های معروف او می‌توان به بازی در فیلم گاوچران شهری در نقش خودش اشاره کرد.